# Агнесса Австрийская (1322—1392)
Агнесса Австрийская (пол. Agnieszka Habsburg , нем. Agnes von Habsburg; 1322 — 2 февраля 1392) — немецкая принцесса из дома Габсбургов, жена князя Свидницкого Болеслава II (1309/1312 — 28 июля 1368), владетельная княгиня Свидницкая, Яворская и Львувецкая (1368—1392).

## Биография

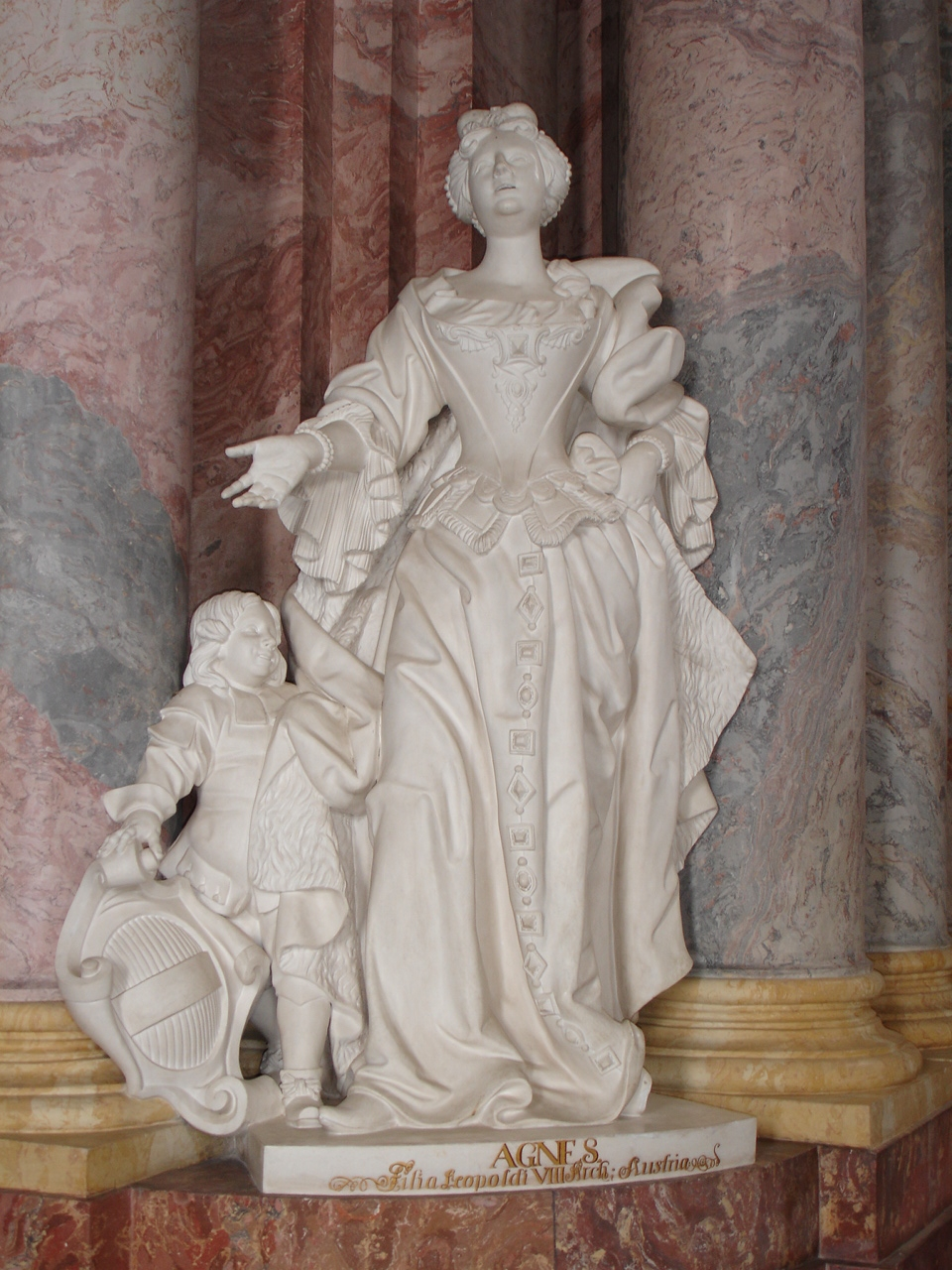
Скульптура Агнессы Габсбург в аббатстве Кшешува

Вторая (младшая) дочь Леопольда I, герцога Австрийского (1290—1326), и Екатерины Савойской (1284—1336), дочери графа Амадея V Савойского.
После ранней смерти своего отца в 1326 году Агнесса и её старшая сестра Екатерина (по первому мужу сеньора де Куси) были переданы под опеку их дядей, герцогов Австрии Фридриха I Красивого и Альбрехта II.
1 июня 1338 года Агнесса была выдана замуж за Болеслава II Малого, князя Свидницкого, который с помощью этого союза хотел улучшить свои политические позиции против Люксембургской династии, прямых конкурентов Габсбургов.
Их брак, видимо, был бездетным, хотя некоторые источники сообщают, что у них было двое детей: дочь Елизавета (ум. 1407) и сын Болько, который, по старой силезской легенде, погиб в возрасте девяти лет. Его случайно убил шут Яков за то, что он бросил камень в него во время игры.
В июле 1368 года после смерти своего мужа Болеслава Малого, согласно его завещанию, Агнесса получила в пожизненное владение Свидницкое, Яворское и Львувецкое княжества в качестве вдовьего удела.
Агнесса Австрийская скончалась 2 февраля 1392 года в Свиднице и была похоронена во францисканском княжеском костёле (Fürstenkapelle) в аббатстве Кшешува. Согласно договору 1353 года между Болеславом II Малым и императором Карлом IV Люксембургским, после смерти Агнессы все три княжества были включены в состав Чешского королевства, став частью владений германского короля Вацлава IV Люксембургского.